# デイヴ・トーマス
デイヴ・トーマス（Dave Thomas, 1949年5月20日 - ）は、カナダ出身のコメディアン・俳優・脚本家。オンタリオ州出身。

## 来歴
ジョンとモーリーンの間に長男として生まれたデイヴは、ショービジネス界を志す前はカナダのコカ・コーラの会社で働いていた。後に会社を辞め、ダン・エイクロイドやジョン・キャンディらが所属していた即興劇団「セカンド・シティ」に参加。「セカンド・シティTV」などにも出演し、国内やアメリカでの知名度を上げていく。この番組では、後に脚本としても参加しており、1982年にはエミー賞を受賞している。その後、同じく「セカンド・シティ」に参加していたリック・モラニスと共に、カルトコメディ映画の「The Adventures of Bob & Doug McKenzie: Strange Brew」を共同執筆・監督する。この作品で、モラニスは映画デビューを果たしている。
コメディアンとしての才能も発揮し、1990年にはCBSテレビで『デイヴ・トーマス・コメディショー』のホストを務めていた。その後もテレビや映画で俳優、声優としての活躍を続ける一方、アニメーション会社「アニマックス・エンターテイメント」を所有しており、2006年にはプロデュースした作品でアニー賞を受賞している。
現在3人の父親であり、兄弟のイアンはミュージシャンとして活躍している。

## 出演作品

### 映画
- パラダイス・アーミー Stripes (1981)
- The Adventures of Bob & Doug McKenzie: Strange Brew (1983) -出演・脚本・監督
- コーンヘッズ Coneheads (1993)
- 長くつ下のピッピ Pippi Longstocking (1997) -声の出演
- ラットレース Rat Race (2001)
- ブラザー・ベア Brother Bear (2003) -声の出演
- ベートーベン5 Beethoven's 5th (2003)
- インターン・アカデミー Intern Academy (2004)
- ブラザーベア2 Brother Bear 2 (2006)

### テレビシリーズ
- マニアック・マンション Maniac Mansion (1991)
- 私はケイトリン Caitlin's Way (2000)
- ザット'70sショー That '70s Show (2001)
- おとぼけスティーブンス一家 Even Stevens (2002)
- アレステッド・ディベロプメント Arrested Development (2005)
- Weeds ママの秘密 Weeds (2006)
- パーセプション 天才教授の推理ノート Perception (2012)
- ママと恋に落ちるまで How I Met Your Mother (2013)
- BONES Bones (2013)
- Comedy Bang! Bang! (2012 - 2015)

### テレビ番組
- Second City TV (1976-1981)
- SCTV Network 90 (1981-1982)
- SCTV Channel (1983-1984)
- サタデー・ナイト・ライブ Saturday Night Live (1983)

### テレビアニメ
- アニマニアックス Animaniacs (1993)
- ザ・シンプソンズ The Simpsons (1996)
- Mission Hill (1999-2002)
- キング・オブ・ザ・ヒル King of the Hill (1999-2007)
- ターザン The Legend of Tarzan (2001)
- ジャスティス・リーグ Justice League (2002)
- ザ・シンプソンズ The Simpsons (2006)
- パウンドパピー Pound Puppies (2011, 2012)
- Bounty Hunters (2013)

### ビデオゲーム
- The Tuttles: Madcap Misadventures (2007)